# Mount Sabatier
Mount Sabatier ist ein 1145 m hoher Berg im Süden Südgeorgiens. Er ragt unmittelbar nördlich des Mount Senderens und 1,5 km nordöstlich des Paradise Beach auf.
Der Berg ist erstmals auf Landkarten aus den 1930er Jahren verzeichnet. Der South Georgia Survey nahm zwischen 1951 und 1957 Vermessungen vor. Das UK Antarctic Place-Names Committee benannte ihn 1958 nach dem französischen Chemiker und Nobelpreisträger Paul Sabatier (1854–1941), der gemeinsam mit Jean Baptiste Senderens im Jahr 1907 die katalytische Hydrierung zur Fetthärtung entwickelte, die bei der Verarbeitung von Waltran von Bedeutung war.